# 8-й истребительный авиационный полк
8-й истреби́тельный авиацио́нный полк (8-й иап) — воинская часть Военно-воздушных сил (ВВС) РККА СССР, принимавшая участие в боевых действиях Великой Отечественной войны.

## Наименования полка
За весь период своего существования полк несколько раз менял своё наименование:

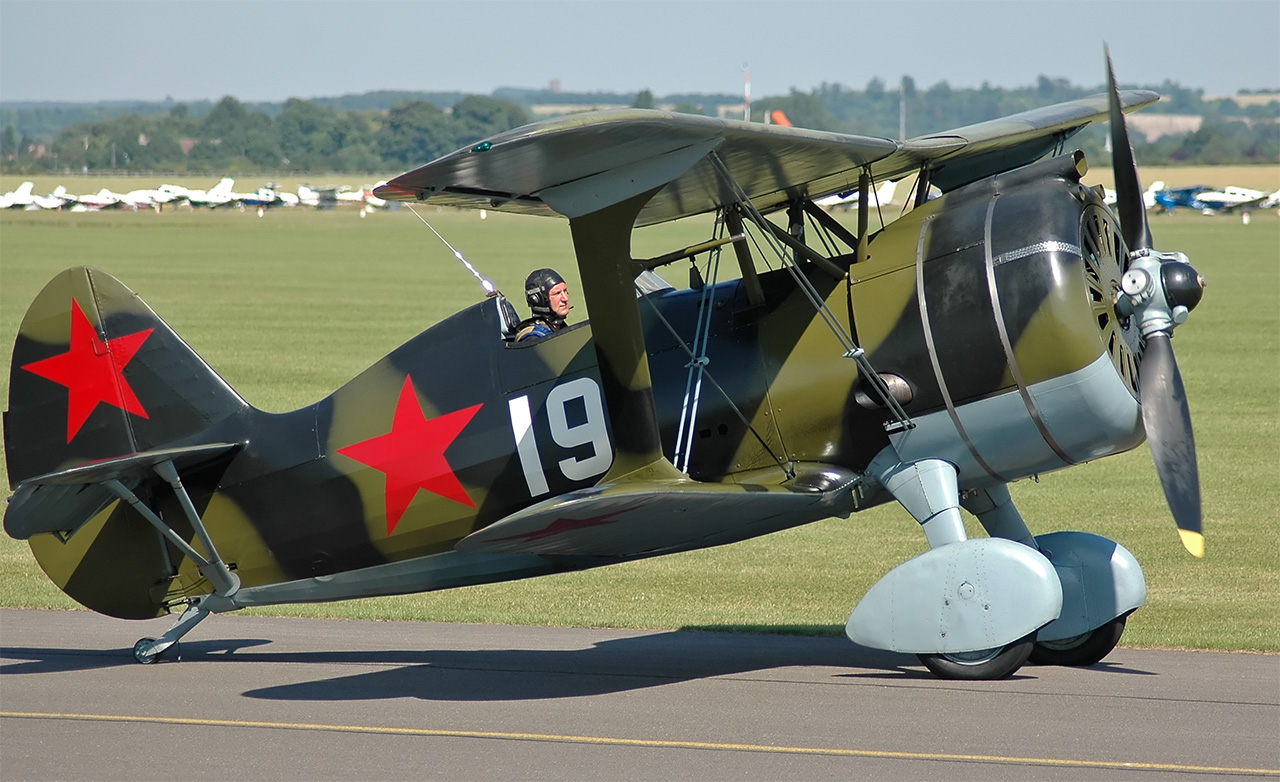
Самолет И-15 бис

- 8-й истребительный авиационный полк
- 42-й гвардейский истребительный авиационный полк;
- 42-й гвардейский истребительный авиационный Танненбергский полк;
- 42-й гвардейский истребительный авиационный Танненбергский Краснознамённый полк;
- 42-й гвардейский истребительно-бомбардировочный Танненбергский Краснознамённый полк;
- 42-й гвардейский авиационный Танненбергский Краснознамённый полк истребителей-бомбардировщиков;
- 42-й гвардейский бомбардировочный авиационный Танненбергский Краснознамённый полк;
- Полевая почта 45196.

## Создание полка
8-й истребительный авиационный полк сформирован в Чите, в Забайкальском военном округе, 5 апреля 1938 года.

## Преобразование полка
8-й истребительный авиационный полк 8 февраля 1943 года за образцовое выполнение боевых задач и проявленные при этом мужество и героизм на основании Приказа НКО СССР переименован в 42-й гвардейский истребительный авиационный полк.

## В действующей армии
В составе действующей армии:

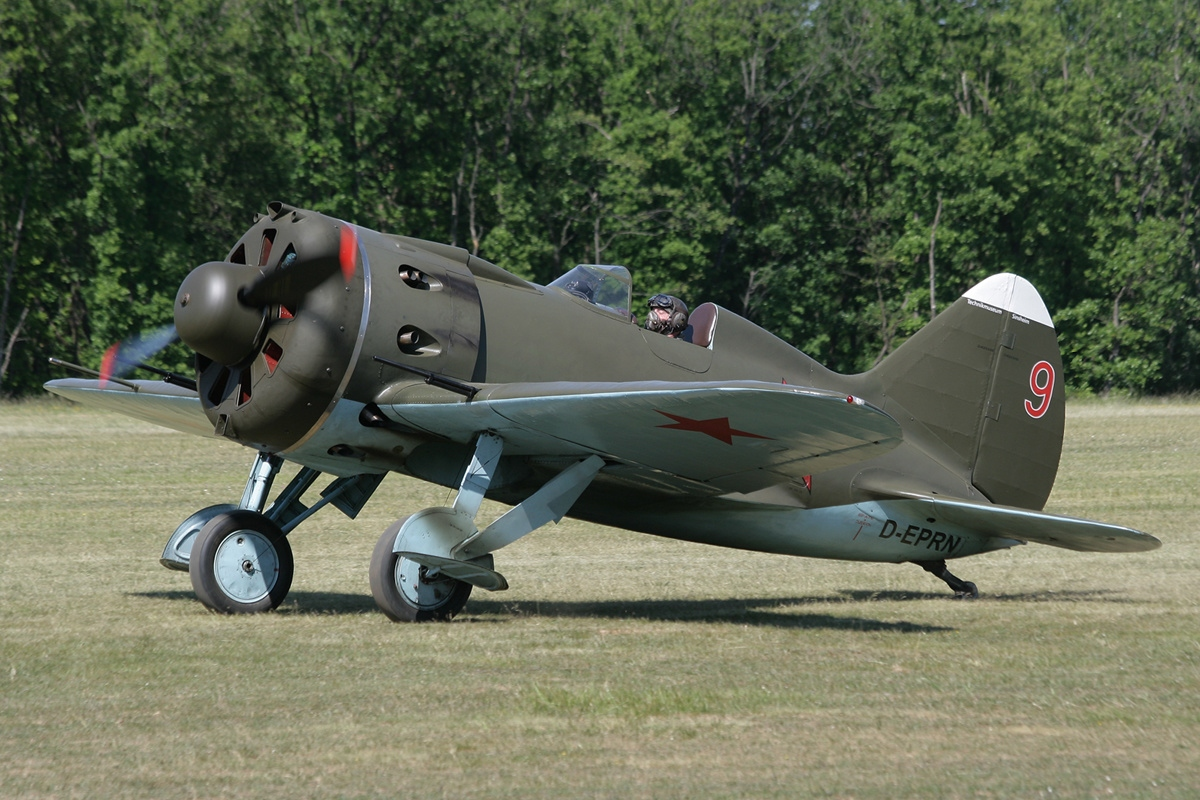
Самолет И-16

- с 15 июля 1941 года по 24 августа 1941 года, итого — 40 дней,
- с 23 сентября 1941 года по 8 февраля 1943 года, итого — 503 дня.

Всего 543 дня.

## Командиры полка
- гвардии подполковник Курбатов Яков Архипович[3], 15.02.1940 — 28.10.1942.
- гвардии майор, подполковник Гарбарец Григорий Кузьмич[3], 28.10.1942 — 28.02.1944.
- гвардии майор Александрович Яков Александрович[3], 28.02.1944 — 31.12.1945.

## В составе соединений и объединений
| Период        | Фронт (округ)                       | армия                     | дивизия                                             | примечание                                                                                      |
| ------------- | ----------------------------------- | ------------------------- | --------------------------------------------------- | ----------------------------------------------------------------------------------------------- |
| 05.04.1938 г. | Забайкальский военный округ         |                           | 67-я истребительная авиационная бригада             | И-15 бис, И-16, Чита                                                                            |
| 01.06.1939 г. | 1-я Армейская группа (Монголия)     |                           |                                                     | Халхин-Гол, И-15 бис, И-16                                                                      |
| 04.08.1939 г. | Забайкальский военный округ         |                           | 2-я истребительная авиационная бригада              | три аэ из состава 51-го иап, 3 и 4 аэ на И-15 бис, 1 и 2 аэ на И-16, Борзя                      |
| 18.06.1941 г. | Забайкальский военный округ         |                           | 38-я истребительная авиационная дивизия             | убыл на запад по ж/дороге, И-16                                                                 |
| 26.06.1941 г. |                                     |                           | 38-я истребительная авиационная дивизия             | Борисоглебск, И-16                                                                              |
| 13.07.1941 г. | Западный фронт                      |                           | 38-я истребительная авиационная дивизия             | И-16                                                                                            |
| 15.07.1941 г. | Резервный фронт                     | ВВС 24-й армии            | 38-я истребительная авиационная дивизия             | И-16                                                                                            |
| 15.07.1941 г. | Резервный фронт                     | ВВС 24-й армии            | 38-я истребительная авиационная дивизия             | одержана первая воздушная победа на И-16: м-р Курбатов Я. А. в районе Ярцево сбил Дорнье Do.215 |
| 26.07.1941 г. | Резервный фронт                     | ВВС 24-й армии            | 38-я истребительная авиационная дивизия             | 14 лётчиков во главе с командиром полка убыли на переучивание в Багай-Барановку                 |
| 24.08.1941 г. | Резервный фронт                     | ВВС 24-й армии            | 38-я истребительная авиационная дивизия             | полк выведен на доукомплектование и переучивание                                                |
| 09.09.1941 г. | Приволжский военный округ           |                           |                                                     | Багай-Барановка (аэродром)                                                                      |
| 16.09.1941 г. | Южный фронт                         |                           | 65-я смешанная авиационная дивизия                  | Як-1                                                                                            |
| 23.09.1941 г. | Южный фронт                         | 5-я Резервная группа СВГК |                                                     | Як-1                                                                                            |
| 22.05.1942 г. | Южный фронт                         | 4-я воздушная армия       | 229-я истребительная авиационная дивизия            | Як-1                                                                                            |
| 02.08.1942 г. | Северо-Кавказский фронт             | 4-я воздушная армия       | 217-я истребительная авиационная дивизия            | Як-1                                                                                            |
| 24.08.1942 г. | Закавказский фронт, Северная группа | 4-я воздушная армия       | 6-й отдельный учебно-тренировочный авиационный полк | доукомплектование за счет 265-го иап, Як-1                                                      |
| 10.12.1942 г. | Закавказский фронт, Северная группа | 4-я воздушная армия       | 230-я штурмовая авиационная дивизия                 | Як-1                                                                                            |
| 07.01.1943 г. | Закавказский фронт, Северная группа | 4-я воздушная армия       | 216-я смешанная авиационная дивизия                 | Як-1                                                                                            |
| 28.01.1943 г. | Северо-Кавказский фронт             | 4-я воздушная армия       | 216-я смешанная авиационная дивизия                 | Як-1                                                                                            |
| 08.02.1943 г. | Северо-Кавказский фронт             | 4-я воздушная армия       | 216-я смешанная авиационная дивизия                 | Полк преобразован в гвардейский, Як-1                                                           |

## Участие в операциях и битвах
- Бои на Халхин-Голе.

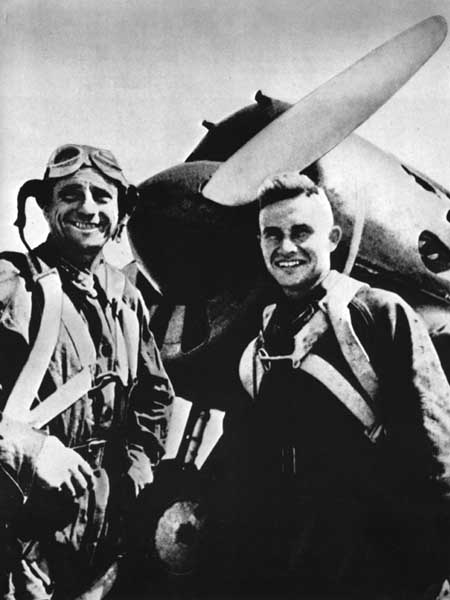
Август 1939 года. Бои на Халхин-Голе. Курбатов Я. А. и Мошин А. Ф. возле И-16

- Великая Отечественная война (1941—1943):
  - Смоленское сражение с 10 июля 1941 года по 24 августа 1941 года;
  - Ельнинская операция с 30 августа 1941 года по 8 сентября 1941 года;
  - Вяземская операция со 2 октября 1941 года по 13 октября 1941 года;
  - Донбасско-Ростовская оборонительная операция с 29 сентября 1941 года по 16 ноября 1941 года;
  - Ростовская наступательная операция с 17 ноября 1941 года по 2 декабря 1941 года;
  - Битва за Кавказ с 25 июля 1942 года по 8 февраля 1943 года.

## Отличившиеся воины полка
- Осипов Михаил Михайлович, командир звена 8-го истребительного авиационного полка 5-й резервной авиационной группы Южного фронта, лейтенант, Указом Президиума Верховного Совета СССР от 6 июня 1942 года удостоен звания Героя Советского Союза.
- Приказчиков, Алексей Лукич, гвардии капитан, командир эскадрильи 42-го гвардейского истребительного авиационного полка.

## Самолёты на вооружении
| Период      | Самолёты |
| ----------- | -------- |
| 1938 — 1941 | И-16     |
| 1941 — 1942 | Як-1     |
| 1942 — 1944 | Як-7     |